# جناية نصف الليل (فلم)

علوية جميل (1910 - 1994)

جناية نصف الليل  فيلم دراما وجريمة مصري صامت للمخرج محمد صبري  في ظهوره الأول، والأخير، في الإخراج عام 1930. الفيلم من بطولة الرياضي عبد المنعم مختار، وعلوية جميل في ثاني أدوارها على الشاشة، وشارك في البطولة نادية، سليمان الفرنساوي، يوسف رشاد، لبيب حنفي، فتح الباب توفيق، رشاد مختار، الشقيقتان نينا وماري (رقص)، والوجه الجديد على الشاشة وقتها «أنور وجدي» في ظهوره الأول.
تدور الأحداث حول قصة حب وصراع تؤدي للقتل.

أنور وجدي (1904 - 1955)

صدر الفيلم في 5 أكتوبر 1930.

## ملخص أحداث الفيلم
تقع أمينة (نادية)، ابنة السيدة الثرية زينب (علوية جميل)، في حب فخري بك (عبد المنعم مختار) الذي يبادلها نفس المشاعر، لكن يقف أحمد بك (يوسف رشاد) في طريقهما، ويخطط للحصول على أمينة وثروة والدتها، ويقوم بقتل السيدة الثرية زينب، ويخبر أمينة بضرورة تنفيذ وصية والدتها، التي أوصت بزواج أمينة منه حتى ترث ممتلكاتها. تستجيب أمينة لمطالب أحمد بك مضطرة. يقوم ضابط المباحث (سليمان الفرنساوي) بالتحقيق في قضية مقتل زينب ويكشف الحقيقة، ويقبض على أحمد بك، وتتوج قصة حب أمينة بالزواج من فخري بك.

## إنتاج الفيلم
أعلنت شركة «فيلم النيل المختلط» بتاريخ أول يونيو 1930، عزمها تصوير فيلم تحت عنوان «جناية نصف الليل» بطولة الرياضي «عبد المنعم مختار» بمشاركة الممثلة «نادية» في ظهورها الثاني بعد صدور فيلمها الأول في 9 أبريل من نفس العام، ومن إخراج محمد صبري في تجربته الأولى في الإخراج (وهي التجربة الأخيرة أيضاً)، وروجت الشركة للفيلم بوصفه فيلم درامي رياضي حيث أن مختار حسين قد حاز بطولة القطر المصري في رفع الأثقال (بطل وزن متوسط) عام 1928، وشارك في دورة الألعاب الأوليمبية بنفس العام في أمستردام 1928، وحقق فيها المركز السابع. وتم الإنتهاء من الفيلم في أول يوليو 1930 بتكلفة 1200 جنيهًا، ثم تقرر عرضه في منتصف يوليو بسينما «كوزموجراف الأمريكاني» بالقاهرة، لكنها لم تتمكن من عرضه وغيرت الشركة إسمها ليصبح «فيلم النيل» وتعاقدت بعدها مع سينما «فاروق الكبرى» بالعتبة الخضراء بالقاهرة على عرض الفيلم لأول مرة في أكتوبر 1930. وكان التنافس شديد حيث صدر عام 1930، بالإضافة إلى «جناية نصف الليل»، فيلم «زينب»  إخراج محمد كريم، و«تحت ضوء القمر» من إخراج شكري ماضي، وفيلم "الهاوية (الكوكايين)" إخراج توجو مزراحي، وفيلم «معجزة الحب» من إخراج بدر لاما.

## ذكريات أنور وجدي عن الفيلم
كان فيلم «جناية نصف الليل» هو الظهور الأول لأنور وجدي الذي بدأ حياته الفنية على خشبة المسرح مع فرقة رمسيس المسرحية، ثم اتجه إلى عالم السينما ليقدم «جناية نصف الليل». سمع أنور وجدي بخبر إنتاج فيلما يشارك في بطولته الرياضي عبد المنعم مختار وعلوية جميل، فسارع للمنتج في بيته وطلب منه أن يشترك في فيلمه. أكتشف وجدي أن الفيلم يتم تصويره في حوش بيت المنتج. شاهد أنور وجدي المصور الإيطالي «أتشيللي بريمافيرا»، الذي بدأ العمل مع بداية السينما المصرية عام 1928، والممثلين  يتشاورون فيما بينهم على أحد االمشاهد، وسئل عن المخرج وعرف منهم أنهم يخرجون الفيلم فيما بينهم، وعرف أيضا أنه سيكون مخرجاً مثلهم. كان هناك مشهد قتيل وحوله دماء، حيث كانوا يتشاورون كيف يصورون مشهد الدماء حول الجثة، واقترح وجدي سكب ماء حول القتيل مذاب فيه مسحوق البن، وبالفعل نفذوا الفكرة. أشار أنور وجدى إلى أنه تناول وجبة الغداء والعشاء مع فريق الفيلم. صور الفيلم في مدة 15 يوم تقريبا، واستخدم المصور بريمافيرا في تصوير الفيلم شريط شركة كوداك.
كتبت زينب عبد اللاه على موقع صحيفة اليوم السابع في 2020: «بعد انتهاء اليوم الأول للتصوير نظر للمنتج وهو يستعد للإنصراف، فقال له المنتج:» على الله يكون الأكل عجبك، أهه كل يوم هتيجى تتغدى وتتعشى ولو جيت بدرى ممكن تفطر كمان«، ففهم الفنان الشاب أن هذه الوجبات هي أجره عن العمل، فانصرف وقرر أن يتحمل حتى يرى الفيلم النور ويبدأ مشواره الفني.»

## نقد وتعليقات
كتب محمود قاسم في كتابه "تاريخ السينما المصرية: قراءة الوثائق النادرة" الصادر عام 2018  متحدثاً عما جاء في كتاب الباحث أحمد الحضري "تاريخ السينما في مصر": "أما فيلم "جناية منتصف الليل" فهو غير موجود في القوائم التقليدية للأفلام المعروضة، والباحث نفسه أعتمد على التخمين في دراسته، أنظر الصفحة 362، حيث قال أن الشركة المنتجة "فيلم النيل" لم تتمكن من عرض الفيلم في أحد دور العرض الرئيسية في منتصف يوليو كما سبق وأعلنت، ولكنها تعاقدت مع سينما "فاروق الكبرى" بالعتبة الخضراء في القاهرة على أن يتم العرض بها، كما جاء في مجلة "العروسة" في 12 نوفمبر، في شهر أكتوبر "حيث تأكدنا من أن الفيلم قد عرض فعلاً على الجمهور العام وأن كنا لم نتأكد من تاريخ عرضه الأول." واستطرد الناقد قائلاً: "كما أن هناك سؤلاً عن سبب اختفاء الفيلم من خريطة السينما في فترة كان المصريون يتلقون خبر عرض فيلم مصري جديد بمثابة حدث قومي بأنهم صناع سينما، كما أن الباحث يذكر أنه لم يحصل على ملخص لقصة الفيلم من أي من المراجع، لكنه استطاع أن يلم ملخصاً من العديد من المراجع التي أستند أليها، قال في نهايته: "أتمنى أن يتقبل القارئ هذا الملخص بالذات على انه إجتهاد مني وليس وثيقة مؤكدة" وهو نفس الأمر بتاريخ عرض الفيلم، ويجعلنا على يقين من حذف الفيلم من قائمة الأفلام المعروضة في خريطة السينما المصرية."

## وصلات خارجية
- جناية نصف الليل على موقع قاعدة بيانات الأفلام العربية
- جناية نصف الليل على موقع الدهليز
- جناية نصف الليل على موقع كاروهات

https://pulpit.alwatanvoice.com/content/print/226021.html جناية نصف الليل (فلم)